# 铜贝

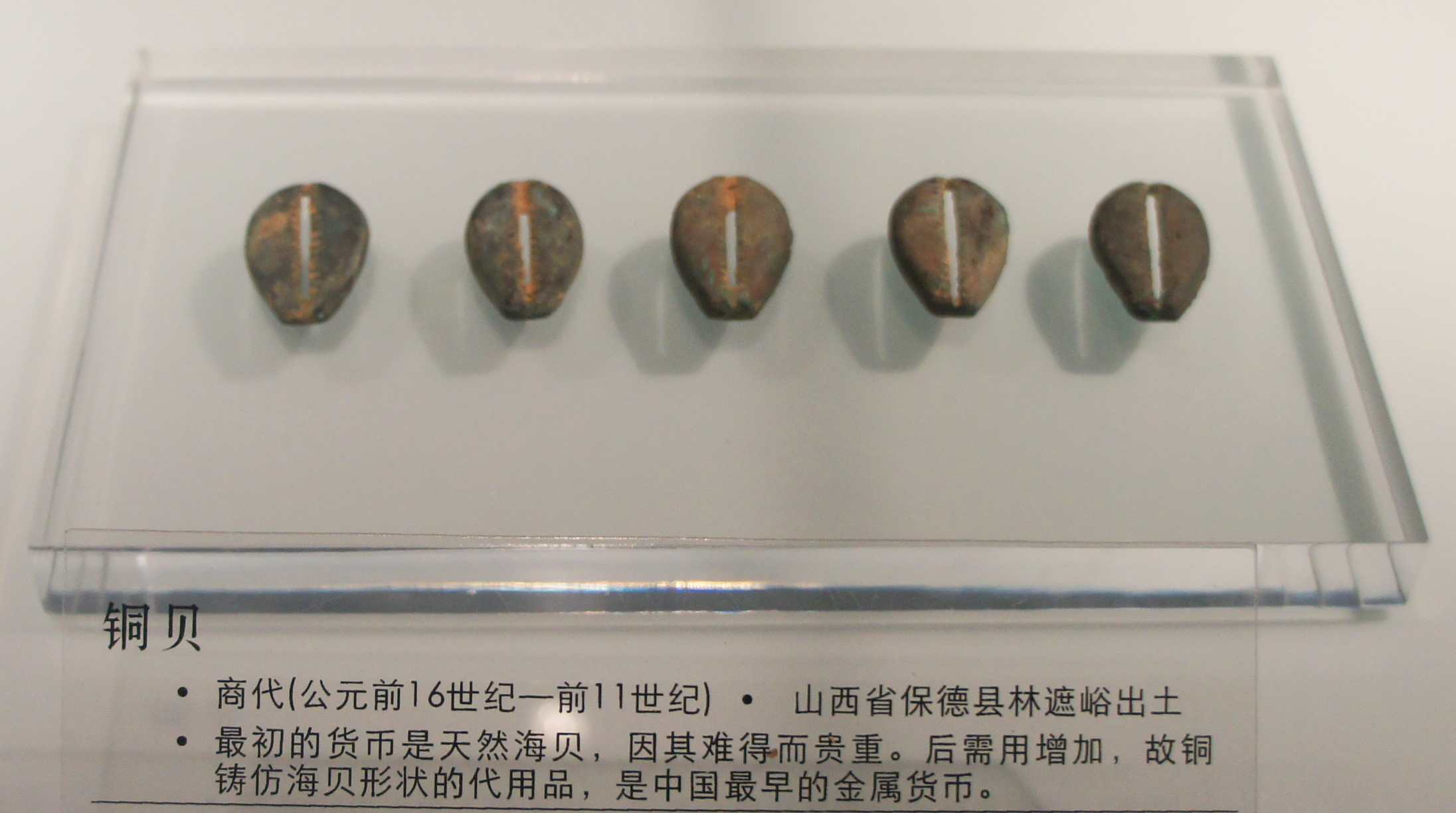
商代林遮峪遗址出土的铜贝

铜贝，或称铜仿贝、青铜铸贝、铜铸贝币等，中国早期货币种类，属于仿制贝币形式制作的仿贝货币，是中国最早的金属铸币，也是已发现的世界上最早的金属铸币。铜贝最早出现于殷商时代，河南、山西等地都曾有商代铜贝出土。商代商品经济仍不发达，货币还以海贝为主；西周中期以后，随着商品经济的发展和冶炼技术的进步，铜贝才逐渐流行开来。铜贝是实物货币向金属货币过渡的载体。
铜贝在商、西周两代以及春秋战国时期的齐、鲁、晋、卫、楚等地均有使用。按照形制，铜贝可分为无文铜贝和有文铜贝两大类。无文铜贝主要流通于黄河中下游的中原地区，铸行于商代晚期到战国早期；有文铜贝又称蚁鼻钱、鬼脸钱，是春秋晚期至战国末期的楚国铸币。此外还有以磨背式铜贝外包一层薄薄的黄金而成的包金铜贝，包金铜贝或称贴金铜贝。

## 历史

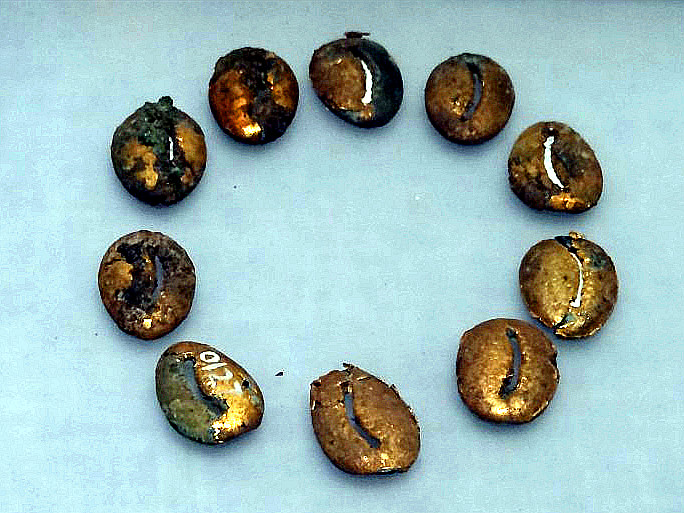
铜包金贝,春秋晚期

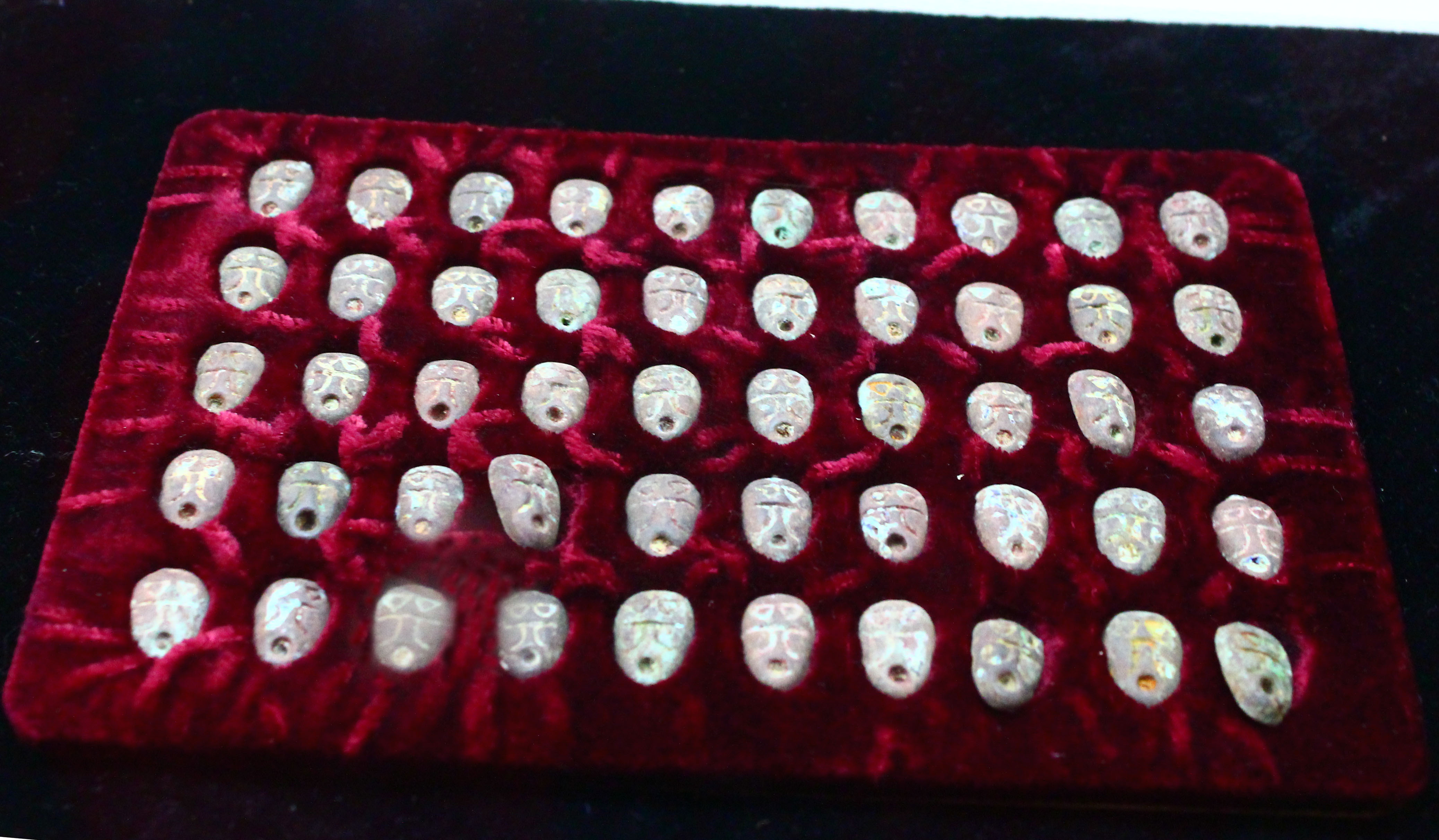
蚁鼻钱，出土于湖北孝感的野猪湖，现藏于湖北省博物馆。

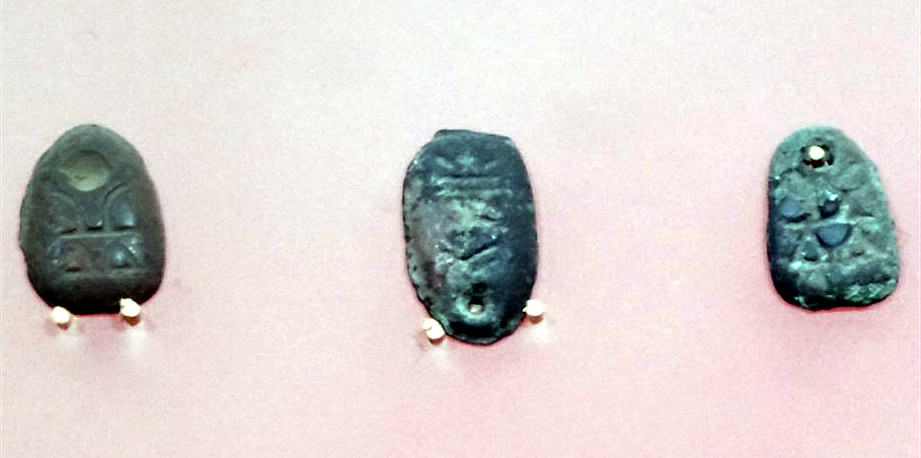
蚁鼻钱，拍摄于咸阳博物馆

中国最古老的货币是货贝等天然海贝，作为交换媒介，其萌芽于原始社会，盛于商代和西周。殷商晚期，铜贝作为众多仿制贝币的一种登上了历史舞台，是中国最早的金属铸币，但当时市场上行用的绝大多数还是天然海贝。约在西周中期以后，铜贝使用逐渐增多，开始普遍地与海贝及骨、石、蚌等仿贝一起参与流通。早期贝币从形式上区分有小孔式和磨背式两种，形状仿海贝，面无文字，上有一道直沟和壳口，直沟两侧铸有齿纹，又被成为无文铜贝。1953年，曾在河南安阳殷墟遗址大司空村商晚期墓葬中出土过3枚小孔式小型无文铜贝；1971年，曾在山西保德县林遮峪村商墓中出土了109枚磨背式大型无文铜贝。截至2014年，保德铜贝仍是中国已发现的最早的金属铸币。无文铜贝主要流通于黄河中下游的中原地区，铸行于商代晚期到战国早期，包括商代、西周和春秋战国时期的晋、齐、鲁、卫等国。春秋晚期到战国早期，晋、鲁、魏等国还有曾铸行一种特殊的贝币，其被称为包金铜贝或贴金铜贝，是以磨背式铜贝外包一层薄薄的黄金制成的。西周时期，铜贝的使用已经十分广泛，出现了专门的计量单位“寽”，“寽”在周代青铜器铭文中屡有发现。
与无文铜贝不同是钱币上铸有文字的有文铜贝，有文铜贝为春秋晚期到战国末年的楚国铸币，又称为蚁鼻钱或鬼脸钱，与黄金铸币“金版”一起流通。出土有文铜贝的钱文已多达十余种，以“紊”字和“咒”字居多。“蚁鼻钱”是有文铜贝约定俗称的通称，最早见于宋代洪遵所著《泉志》。除少数圆形的外，蚁鼻钱形制比较一致，均为上广下尖的瓜子形，面有文字，背部平整。
到两周时期，金属铸币全面取代贝币和各种实物货币，其他几类金属铸币也逐渐发展完善，形成了中原地区的布币、齐鲁地区的刀币、楚国的金版和蚁鼻钱以及秦国的圜钱这先秦货币的四大体系。春秋战国时期，除楚国一直使用铜贝，北方各诸侯国逐渐放弃贝币，而行用布币、刀币、圜钱等其他形制的青铜铸币。但贝币和仿制贝最终退出流通领域，还是在秦始皇统一中国，全国行用半两钱之后。

## 分类
根据是否铸有钱文，铜贝可分为无文铜贝和有文铜贝两大类。山西保德县林遮峪村商代墓葬于1971年出土的109枚铜贝，山西侯马自1954年至1986年所清理的1390座周代墓葬中出土的2100多枚铜贝，都属于是无文铜贝。从晚商时期的早期铜贝到春秋时期三晋、齐、燕等地区流通的铜贝皆是无文铜贝，出土时多与海贝或骨蚌贝相伴。
有文铜贝出现时间比无文铜贝要晚，大约在春秋中期前后，且仅在楚国故地有出土，当仅在楚国铸造和流通。1986年，曾在春秋末期至战国早期的湖北云梦楚王城发掘出土了铜贝50枚，其中不仅有有文铜贝，还有少量无文铜贝，表明了楚国两种铜贝间的继承和发展关系。
形制上，无文铜贝多是空腹磨背的货贝形状，面凸起，有齿纹，背呈壳状。有文铜贝则为实腹凹背或实腹平背，无齿纹，币面铸有钱文，下端有一穿孔，最终形成外形椭圆、面凸背平的实腹形状。